# La Disparition de Soledad
La Disparition de Soledad (Perdida) est une série télévisée espagnole créée par Natxo López. Elle est produite par le groupe Atresmedia et a été diffusée du 14 janvier au 24 mars 2020 sur la chaîne Antena 3. Elle suit Antonio (Daniel Crao) qui se fait volontairement emprisonner afin de retrouver l'homme qui a enlevé sa fille des années plus tôt ,.
La série est disponible sur Netflix depuis le 23 octobre 2020.

## Distribution
- Daniel Grao (VF : Valentin Merlet) : Antonio Santos Trénor
- Carolina Lapausa (VF : Elsa Davoine) : Inma Rodríguez Colomer
- Melani Olivares (VF : Emmanuelle Rivière) : Eva Aguirre
- Flaco Solórzano (VF : Julien Kramer) : Norberto Quitombo
- Juan Messier : Cruz Alfonso Ochoa
- Jon Arias : Sebastián Holguera
- Verónica Velásquez (VF : Sara Chambin) : Soledad Santos Rodríguez
- David Trejos (VF : Arnaud Laurent) : Ignacio
- Ana María Orozco (VF : Nathalie Spitzer) : Milena Jiménez Mendoza
- Antonio Mora (VF : Benjamin Gasquet) : Enrique
- Adriana Paz (VF : Charlotte Correa) : Angelita Moreno Guerrero
- Antonio Arcos (VF : Cédric Dumond) : Checo
- Álex Quiroga (VF : Nessym Guetat) : Ricardo

## Épisodes
1. L'Espagnol (El Español)
2. Un homme prévoyant (Un hombre previsor)
3. Teo
4. Retrouvailles (Reencuentros)
5. Trahison (El traidor)
6. Des détails qui comptent (Los detalles son importantes)
7. L'Évasion (La fuga)
8. Un homme mort (Hombre muerto)
9. Ibagué
10. Manigances (Cambalaches)
11. Le Père (Padre)